# Рой Вуд
Рой Едріан Вуд (англ. Roy Adrian Wood; 8 листопада 1946, Бірмінгем) — британський рок-музикант, співак і автор пісень, найбільшу популярність отримав як засновник The Move, Electric Light Orchestra і Wizzard, груп, що неодноразово добивалися успіхів у британських чартах.

## Біографія
Музичну кар'єру Рой Вуд почав в підлітковому віці, приєднавшись до бірмінгемської групи Mike Sheridan And The Nightriders. Ансамбль досить швидко став одним із найпопулярніших в місті, провів серію гастролей у Великій Британії, давав концерти в Німеччині, де став резидентом дуйсбурзького Storyville Club.
Повернувшись у Мідлендс, The Nightriders влилися в ряди місцевої сцени, яка бурхливо розвивалися в той час, ставши завсідниками The Cedar Club; там же учасники кількох місцевих складів і прийняли рішення покинути свої ансамблі і організувати щось на зразок супергрупи. Так в 1966 році виник The Move: колектив, до складу якого, крім Вуда, увійшли Карл Уейн, Бев Біван, Ейс Кеффорд і Тревор Бертон. Отримавши статус резидента в Marquee Club, The Move отримали контракт з Deram Records і випустили дебютний сингл «Night of Fear», який тут же увійшов до першої п'ятірки британського хіт-параду.
Протягом наступних п'яти років 9 хітів увійшли в Top 20, і всі вони були написані Вудом. Репутація групи при цьому мала кілька скандальний відтінків — часто через буйні концертні виступи (з елементами сценічного вандалізму), та через тексти Вуда. На The Move подав до суду навіть прем'єр-міністр Гарольд Вільсон — з приводу промовідкритки, випущеної до синглу «Flowers In The Rain».
За третім хітом «Fire Brigade» пішов «Blackberry Way», який очолив британські чарти, але потім Вуд познайомився і вступив в творчий союз з Джеффом Лінном. The Move випустили ще 4 успішних сингли і два альбоми, однак, тепер основним проектом Вуда став Electric Light Orchestra, колектив взявся з'єднати пісенні поп-структури з елементами класичної музики. Дебютний сингл ELO, «10538 Overture», увійшов в UK Singles Chart на тому ж самому тижні, коли з першої десятки вийшов останній хіт The Move «California Man». Втім, перебування в новому колективі тривало для Вуда недовго: записавши дебютний альбом ELO (як вокаліст, співпродюсер і співавтор більшості пісень), він вирішив продовжити екзотичні експерименти, розпочаті в The Move. Ідеї сценічного втілення «Brontosaurus» (хіта The Move) привели його до Wizzard та іміджу під умовною назвою «інцидент в магазині фарб».

## Дискографія
- Boulders (1973) — UK #15; US Billboard 200 #176
- Mustard (1975)
- Super Active Wizzo (1977)
- On the Road Again (1979)
- The Singles (1982) — UK #37
- Starting Up (1987)[2][3][4]

## Пародії
- У пародії на музичну передачу Supersonic Роя Вуда пародіював Бенні Гілл.